# Лібія червонолоба
Лібія червонолоба (Lybius undatus) — вид дятлоподібних птахів родини лібійних (Lybiidae).

## Поширення
Вид поширений в Ефіопії та Еритреї. Місцями його проживання є ліси та чагарники. Трапляється на висотах 300—2400 м над рівнем моря.

## Опис
Дрібний птах, завдовжки 20-25 см.

## Спосіб життя
Трапляється поодиноко або парами на деревах біля води. Птах живиться комахами і плодами інжиру. Гніздиться у дуплах дерев. Відкладає два-чотири яйця. Інкубація триває 12-15 днів.